# 竹谷松平家
竹谷松平家（たけのやまつだいらけ）は、松平信光の長男松平守家を祖とする松平氏の庶流だった武家・士族の家。

## 歴史
三河国宝飯郡竹谷（現在の愛知県蒲郡市竹谷町）を領したことから竹谷松平家と称する。松平氏の分家では最も古く、代々松平宗家に貢献した。
6代家清は小田原征伐で宗家の徳川家康に従軍し、家康の関東移封後、武蔵八幡山1万石の大名となった。家清は関ヶ原の戦いでも功績を立て、三河国渥美郡吉田3万石に移封されるが、7代忠清に嫡子なく絶家となり、忠清の弟松平清昌が三河国宝飯郡に5千石を与えられ、蒲形（かまがた）陣屋を構えた。清昌の系統は帝鑑間詰の交代寄合の上級旗本として幕末まで続いた。
幕末維新期の当主敬信は朝廷に早期帰順して本領を安堵されたが、他の交代寄合諸家より低い下大夫席に列している。明治2年に中大夫席以下の称が廃止されたのに伴い士族に列する。明治17年（1884年）に施行された華族令で華族が五爵制になった際に定められた『叙爵内規』の前の案である『華族令』案や『叙爵規則』案では元交代寄合が元高家と共に男爵に含まれており、そのため竹谷松平家も男爵位の候補に挙がったが、最終的な『叙爵内規』では交代寄合も高家も対象外となったため結局竹谷松平家は士族のままだった。

## 歴代当主
1. 松平守家
2. 松平守親
3. 松平親善
4. 松平清善
5. 松平清宗
6. 松平家清
7. 松平忠清
8. 松平清昌
9. 松平清直
10. 松平清当
11. 松平義尭
12. 松平義著
13. 松平義峯
14. 松平守惇
15. 松平守誠
16. 松平善長
17. 松平清良
18. 松平清倫
19. 松平敬信